# Mamasunción
Mamasunción és un curtmetratge de Chano Piñeiro, rodat el 1984 en 35 mm. Va guanyar el Gran Premi de Cinema d'Espanya al 2n Concurs Nacional de Cinema de Bilbao i el Trofeu de Plata de l'Institut Iberoamericà de Cooperació al XXVI Concurs Internacional de Cinema de Bilbao (1984).

## Argument
L'obra explica la història de Mamasunción, una anciana que viu en un poble remot. Cada dia, durant quaranta anys, va a l'oficina de correus esperant una carta del seu fill emigrant.
Finalment, un dia el carter lliura a Mamasunción l'esperada carta. Primer la llegeix un veí i li diu que el fill està bé i que aviat tornarà a escriure. Tot i això, Asunción desconfia i la fa llegir al borratxo del poble. L'informa que el seu fill ha mort i que li ha deixat una gran herència.
L'alcalde del municipi arriba al poble amb un cotxe, cosa que esdevé un gran esdeveniment. Dona a Asunción una part de l'herència, un maletí ple de dòlars, i informa al veïnat que el difunt també va deixar diners per obres socials.
Els residents van darrere d’Asunción, que els tanca la porta als nassos. Li demanen que obri la porta, però ella la crema amb els diners.

## Història
El curtmetratge es va rodar després que Piñeiro fundés la seva productora cinematogràfica, Piñeiro SA (més tard coneguda com Bubela SL). El rodatge es va fer als pobles de Baíste i Rubillón, al municipi d 'Avión.
La pel·lícula es va estrenar el 28 de desembre 1984 a Vigo, i va aconseguir cridar l'atenció de diversos festivals internacionals. Tal va ser l'èxit del curtmetratge que el 25 de juliol de 1985 la Televisión de Galicia va obrir la seva primera emissió amb Mamasunción.
La inspiració d'aquest curtmetratge prové d’un record infantil de Chano Piñeiro: la vella María Rosa da Regueira que esperava dia rere dia les notícies del seu fill que va emigrar a Mèxic. Tota Mamasunció està impregnada de les experiències de Chano Piñeiro i el seu nadiu Forcarei. Així, per exemple, el seu amic Manuel Barreiro, un carter en la vida real, i pare de Xosé Luís Barreiro Rivas, que va llogar el pis a la família Piñeiro, interpreta el carter a la ficció.